# Julio Reyes Copello
Julio Reyes Copello  (Cúcuta; 26 de abril de 1969) es un productor, pianista y compositor colombo-estadounidense, fundador del sello discográfico Art House Records, localizado en Miami. A lo largo de su carrera ha compuesto y producido música para Marc Anthony, Ricky Martin, Alejandro Sanz, Jennifer Lopez, Kanny García, Pablo Alborán, Nelly Furtado, Taylor Dayne, Laura Pausini, Diego Torres, Fonseca, Antonio Carmona, Paulina Rubio, Thalía, Alejandro Fernández, Mickael Carreira, Andrés Cepeda, Lola Astanova, Patricia Manterola, Malú, Jerry Rivera, Florent Pagny, Il Divo, Estéfano, Cristian Castro, Chayanne, Ana Cristina, Alexandre Pires, Río Roma, Reamonn, Duina del Mar, Mariana Vega, Paula Arenas, Juan Pablo Vega, Chiquis Rivera BOGART y Brika; entre otros.
Varias de sus canciones se han posicionado en los primeros lugares de las listas de la revista Billboard. Julio Reyes Copello ha sido galardonado con 3 premios Grammy y 8 Latin Grammy, ha recibido más de 30 nominaciones incluyendo Productor del Año en 2010, 2013, 2018 y 2019, ha recibido 10 premios Ascap y un Premio India Catalina. Es además el primer colombiano en conducir a la Orquesta Sinfónica de Londres y el compositor de la música para MARS 2030, la primera experiencia virtual diseñada por NASA y Fusion.

## Biografía
Nació en Cúcuta, Colombia, aunque creció en Bogotá y está radicado en Miami desde 1993. Su interés por el piano se originó en la infancia, gracias a su madre y su abuela (de ascendencia italiana) que cantaban y tocaban este instrumento.
Después de terminar la educación básica en el Colegio San Bartolomé la Merced ingresó a la Universidad Javeriana, donde conformó el grupo Café Stress junto con el odontólogo Edgar Amaya, el economista Ricardo Tobo y el músico y actor Alejandro Martínez. Después se desempeñó durante varios años como docente en la misma universidad, desarrollando además una carrera como compositor de música para televisión. Por la musicalización de la miniserie Leche recibió el premio India Catalina en 1997.
Meses más tarde recibió una beca completa para estudiar una maestría en Media Writing & Production en la Universidad de Miami.
Siendo estudiante de la Universidad de Miami – donde también trabajó como docente - fue escogido por el compositor Jorge Calandrelli para orquestar siete canciones incluidas en el álbum de Navidad Our Favorite things (2000) donde participaron artistas como Plácido Domingo, Tony Bennett, Vanessa Williams, Charlotte Church, y la Orquesta Filarmónica de Viena.
Ese mismo año conoció a quien es hoy su mánager, Andrés Recio y al productor colombiano Estéfano, con quien comenzó a hacer arreglos para varios artistas del pop latino, marcando su entrada al escenario de producción musical en Estados Unidos.

## Trayectoria

### Productor
De la mano de Estéfano, Julio Reyes Copello da inicio a una carrera como compositor, arreglista y productor de música pop en Estados Unidos. Su primer gran éxito internacional fue la participación en la composición y producción de seis de las diez canciones incluidas en el álbum Amar Sin Mentiras de Marc Anthony, lo cual trajo consigo su primer premio Grammy. Años más tarde, empieza a trabajar de manera independiente y se convierte en uno de los productores favoritos de varios de los artistas más importantes del pop latino que incluye nombres reconocidos en todo el mundo como Marc Anthony, Jennifer Lopez, Ricky Martin, Alejandro Sanz, Nelly Furtado, Diego Torres, Fonseca, Laura Pausini, Il Divo y Kany García entre muchos otros.
Algunos de los créditos más importantes de Julio Reyes Copello como productor y compositor incluyen los siguientes:
- Diego Torres sinfónico - Diego Torres - 2020
- Mesa para dos - Kany García - 2020
- Pausa - Ricky Martin - 2020
- Contigo - Alejandro Sanz - 2020
- Renacer - Nahuel Pennisi - 2020
- Universo paralelo - Nahuel Pennisi - 2020
- Vértigo - Pablo Alborán - 2020
- #ElDisco - Alejandro Sanz - 2019
- Visceral - Paula Arenas - 2019
- Prometo - Pablo Alborán - 2018
- Arte - Mau & Ricky - 2017
- Habana – Florent Pagny –     2016
- Similares – Laura Pausini -     2015
- Amor & pasión – Il Divo - 2015
- Mil Ciudades – Andrés Cepeda     – 2015
- Conexión – Fonseca – 2015
- Buena Vida – Diego Torres –     2015
- Primera Fila - Roberto Carlos - 2015
- Eres la persona correcta en el momento equivocado – Río Roma - 2015
- Paloma negra - Chiquis Rivera - 2014
- A quien quiera escuchar - Ricky Martin - 2014
- Voice Memos - Brika – 2014
- Un alumno más - Melendi - 2014
- Jen  - Jencarlos Canela – 2014
- Em Familia – Marina Elali –2014
- 3.0 – Marc Anthony –2013
- Canciones Para La Luna: Sinfónico en Vivo – Belanova –2013
- Natural - Duina del Mar –2013
- Nada Personal - Juan Pablo Vega – 2013
- Can’t Stand the Silence - Rea Garvey – 2012
- La música no se toca - Alejandro Sanz – 2012
- Encanto del Caribe – Arthur Hanlon and Friends     – Arthur Hanlon – 2012
- Kany García – Kany García – 2012
- Vive a Vvda – Mickael Carreira     – 2012
- Viva el Príncipe: Edición especial, Vol. 1 & 2 – Cristian Castro – 2012
- Brava! – Paulina Rubio – 2011
- Creo en América – Diego Torres     – 2011
- De noche – Antonio Carmona –     2011
- Viva el príncipe – Cristian Castro     – 2010
- No hay imposibles – Chayanne     – 2010
- Dos mundos: evolución –     Alejandro Fernández – 2010
- Mi plan – Nelly Furtado –     2009
- C’est Comme Ca – Florent Pagny – 2009
- Sin frenos – La Quinta Estación – 2009
- 17 – Ricky Martin – 2008
- Reamonn – Reamonn – 2008
- Passion – Kreesha Turner –     2008
- Satisfied – Taylor Dayne –     2008
- Brave – Jennifer Lopez –     2007
- El cantante – Marc Anthony –     2007
- Éxitos: solo para usted –     Alexandre Pires – 2006
- Como Ama Una Mujer –     Jennifer Lopez – 2007
- Sigo Siendo Yo: Grandes Éxitos – Marc Anthony – 2006
- Loose – Nelly Furtado – 2006
- Código Personal: A Media Vida – Estéfano - 2005
- El Sexto Sentido – Thalía –     2005
- Desde Siempre – Chayanne –     2005
- Valió La Pena – Marc Anthony     – 2004
- Amar Sin Mentiras – Marc Anthony     – 2004
- Enamorado – Martin Ricca –     2004
- Greatest Hits – Thalía –     2003
- Ana Cristina – Ana Cristina –     2003
- Sincero – Chayanne – 2003
- La Rosa – Litzy - 2003
- Almas del Silencio – Ricky Martin - 2003
- Milagro – Jaci Velásquez –     2003
- Estrella Guía – Alexandre Pires     – 2003
- Thalía’s Hits Remixed –     Thalía – 2002
- En Alma, Cuerpo y Corazón –  Giselle – 2002
- Grandes Hits – Cristian Castro – 2002
- Vuela Muy Alto – Jerry Rivera – 2002
- Thalía – Thalía – 2002
- Que El Ritmo No Pare –     Patricia Manterola – 2001
- Piano Amarillo – Arthur Hanlon     – 2001
- E Por Amor – Alexandre Pires     – 2001
- Esta Vez – Malú – 2000
- Golpeando Fuerte – Noelia -     2000
- Our Favorite Things – Plácido Domingo, Charlotte Church, Tony Bennett y Vanessa Williams – 2001

### Composiciones para cine y televisión
- El General Naranjo (Temas Originales para la serie de Fox Premium) - 2019
- Mars 2030 - VR Experience - NASA y Fusión - 2016
- Fighting For Freedom aka Love Orchard – Farhad Mann - 2013
- Hawthorne - Jada Pinkett Smith y Will Smith. Sony Pictures 2011
- Reach For Me – LeVar Burton - 2008
- Leche – Bernardo Romero Pereiro - 1996

## Premios y nominaciones

### Premios
| Premio       | Título                | Categoría                           | Álbum o Canción                          | Artista                             | Año  |
| ------------ | --------------------- | ----------------------------------- | ---------------------------------------- | ----------------------------------- | ---- |
| Grammy       | Productor - Ingeniero | Best Latin Pop Album                | A Quien Quiera Escuchar (Deluxe Edition) | Ricky Martin                        | 2015 |
| Grammy       | Ingeniero             | Best Latin Pop Album                | Amar sin mentiras                        | Marc Anthony                        | 2004 |
| Grammy       | Productor             | Best Tropical Latin Album           | Opus                                     | Marc Anthony                        | 2019 |
| Grammy       | Productor - Ingeniero |                                     | #ElDisco                                 | Alejandro Sanz                      | 2019 |
| Latin Grammy | Productor - Ingeniero | Grabación del Año                   | Vivir Mi Vida                            | Marc Anthony                        | 2013 |
| Latin Grammy | Productor             | Mejor Álbum Vocal Pop Contemporáneo | La Música No Se Toca                     | Alejandro Sanz                      | 2013 |
| Latin Grammy | Ingeniero             | Mejor Ingeniería de Grabación       | Kany García                              | Kany García                         | 2013 |
| Latin Grammy | Productor - Ingeniero | Mejor Álbum de Salsa                | 3.0                                      | Marc Anthony                        | 2014 |
| Latin Grammy | Productor - Ingeniero | Grabación del Año                   | Mi Persona Favorita                      | Alejandro Sanz feat. Camila Cabello | 2019 |
| Latin Grammy | Productor - Ingeniero | Mejor Álbum Cantautor               | Mes Para Dos                             | Kany García                         | 2020 |
| Latin Grammy | Productor - Ingeniero | Grabación del Año                   | Contigo                                  | Alejandro Sanz                      | 2020 |
| ASCAP        | Compositor            | Pop                                 | Ahora Que Te Vas                         | Christian Daniel                    | 2016 |
| ASCAP        | Compositor            | Tropical                            | Cambio de Piel                           | Marc Anthony                        | 2014 |
| ASCAP        | Compositor            | Pop - Balada                        | Ahora Quién                              | Marc Anthony                        | 2005 |
| ASCAP        | Compositor            | Tropical                            | Quitémonos la Ropa                       | Alexandre Pires                     | 2005 |
| ASCAP        | Compositor            | Pop - Balada                        | Y Todo Queda En Nada                     | Ricky Martin                        | 2005 |
| ASCAP        | Compositor            | Pop - Balada                        | Sentada Aquí En Mi Alma                  | Chayanne                            | 2005 |
| ASCAP        | Compositor            | Pop - Balada                        | Herida Mortal                            | Jerry Rivera                        | 2004 |
| Lo Nuestro   | Productor             | Canción del Año - Pop/Rock          | Disparo Al Corazón                       | Ricky Martin                        | 2016 |

### Nominaciones
| Premio                 | Crédito    | Categoría                           | Álbum o Canción         | Artista         | Año  |
| ---------------------- | ---------- | ----------------------------------- | ----------------------- | --------------- | ---- |
| Premios Nuestra Tierra | Productor  | Productor del Año                   | El mismo                | El mismo        | 2020 |
| Grammy                 | Productor  | Best Latin Pop Album                | Buena Vida              | Diego Torres    | 2017 |
| Grammy                 | Productor  | Best Latin Pop Album                | Similares               | Laura Pausini   | 2017 |
| Grammy                 | Productor  | Best Latin Tropical Album           | Conexión                | Fonseca         | 2017 |
| Grammy                 | Productor  | Best Latin Pop Album                | Kany García             | Kany García     | 2013 |
| Latin Grammy           | Productor  | Álbum Del Año                       | Conexión                | Fonseca         | 2016 |
| Latin Grammy           | Productor  | Álbum Del Año                       | Buena Vida              | Diego Torres    | 2016 |
| Latin Grammy           | Productor  | Álbum Del Año                       | Mil Ciudades            | Andrés Cepeda   | 2016 |
| Latin Grammy           | Productor  | Grabación Del Año                   | Disparo Al Corazón      | Ricky Martin    | 2015 |
| Latin Grammy           | Productor  | Mejor Álbum Vocal Pop Contemporáneo | A Quien Quiera Escuchar | Ricky Martin    | 2015 |
| Latin Grammy           | Productor  | Canción del Año                     | Hoy Es Domingo          | Diego Torres    | 2015 |
| Latin Grammy           | Productor  | Canción del Año                     | Disparo Al Corazón      | Ricky Martin    | 2015 |
| Latin Grammy           | Ingeniero  | Grabación Del Año                   | Cambio de Piel          | Marc Anthony    | 2014 |
| Latin Grammy           | Compositor | Canción del Año                     | Cambio de Piel          | Marc Anthony    | 2014 |
| Latin Grammy           | Ingeniero  | Grabación del Año                   | Cambio de Piel          | Marc Anthony    | 2014 |
| Latin Grammy           | Productor  | Álbum del Año                       | 3.0                     | Marc Anthony    | 2014 |
| Latin Grammy           | Productor  | Productor del Año                   |                         |                 | 2013 |
| Latin Grammy           | Productor  | Grabación del Año                   | Mi Marciana             | Alejandro Sanz  | 2013 |
| Latin Grammy           | Productor  | Grabación del Año                   | No Me Compares          | Alejandro Sanz  | 2013 |
| Latin Grammy           | Ingeniero  | Grabación del Año                   | No Me Compares          | Alejandro Sanz  | 2013 |
| Latin Grammy           | Ingeniero  | Mejor Ingeniería de Grabación       | Kany García             | Kany García     | 2012 |
| Latin Grammy           | Ingeniero  | Grabación del Año                   | Que Te Vaya Mal         | Kany García     | 2012 |
| Latin Grammy           | Productor  | Grabación del Año                   | Que Te Vaya Mal         | Kany García     | 2012 |
| Latin Grammy           | Productor  | Productor del Año                   |                         |                 | 2010 |
| Latin Grammy           | Productor  | Álbum del Año                       | Estrella Guía           | Alexandre Pires | 2003 |

## The Art House Records
En el año 2013 Julio Reyes Copello fundó el estudio de grabación Miami Art House y el sello discográfico Art House Records, con la idea de descubrir, producir y apoyar músicos jóvenes y la música honesta dentro de la nueva escena latinoamericana y norteamericana. A la fecha, el grupo de artistas firmados por Art House Records incluye a:
- Brika
- Paula Arenas
- Juan Pablo Vega
- Bogart
- Mariana Vega
- Daniela Brooker
- Leroy Sanchez
- Oriana Sabatini
- Ela Taubert
- Lucas Bun
- Adriana Lucía